# Yazaki Wiring Technologies Lietuva
Yazaki Wiring Technologies Lietuva ist ein Unternehmen in der litauischen Hafenstadt Klaipėda und Tochterunternehmen der japanischen Firma Yazaki Sōgyō. Es ist ein Automobilzulieferer. Die Produktion umfasst Verkabelungssysteme, Steckverbindungssysteme, elektromechanische Bauelemente, Sensoren und Displays.

## Geschichte
1999 erzielte die UAB "Baltijos automobilių technika" einen Umsatz von 253,508 Mio. Litas (70 Mio. Euro). 2000 beschäftigte 1.353 Mitarbeiter. 2001 kauften "Yazaki" und "Siemens Automotive" das litauische Unternehmen.
Das litauische Unternehmen war der größte Arbeitgeber im Bezirk Klaipėda.  2005 gab es 3.500 Mitarbeiter.  2009 beschäftigte man nur 150 Mitarbeiter. 2004 erzielte man einen Umsatz von 539,259 Mio. Litas (156,18 Millionen Euro).